# Tindaria murrayi
Tindaria murrayi — вид двостулкових молюсків родини Tindariidae. Це морський демерсальний вид, що мешкає на півночі Тихого океану біля японських островів Огасавара.